# Philae (lądownik)
Philae – lądownik Europejskiej Agencji Kosmicznej (ESA), który wszedł w orbitę wokół jądra komety 67P/Czuriumow-Gierasimienko i został tam osadzony przez sondę Rosetta.

## Nazwa
Nazwa lądownika pochodzi od położonej na Nilu wyspy File, na której został odnaleziony obelisk z dwujęzyczną inskrypcją, zawierającą m.in. zapisane w egipskich hieroglifach nazwiska Ptolemeusz i Kleopatra. Dostarczyło to wskazówek, dzięki którym Jean-François Champollion odczytał hieroglify z kamienia z Rosetty. Nazwa ta została wyłoniona w konkursie skierowanym do młodzieży z krajów, które przyczyniły się do zbudowania lądownika. Zwycięską nazwę zaproponowała włoska studentka Serena Olga Vismara.

## Budowa lądownika
Lądownik Philae ma kształt otwartego z jednej strony heksagonalnego cylindra o średnicy około 1 m i wysokości 0,8 m z trójnożną podstawą. Konstrukcja wykonana jest głównie z włókna węglowego oraz z włókna węglowego połączonego z aluminium. Całkowita masa lądownika wynosi 97,9 kg, w tym 26,7 kg aparatury naukowej. Na pokładzie znajduje się 9 instrumentów naukowych i urządzenie wiertnicze zdolne do pobrania próbek gruntu z głębokości do 23 cm. Dodatkowa masa systemów pomocniczych lądownika, które pozostają na pokładzie orbitera po rozłączeniu, wynosi 13,1 kg. W ich skład wchodzą pomocnicze systemy mechaniczne, w tym służące do odłączenia lądownika, oraz systemy elektryczne, w tym część systemu telekomunikacyjnego.
W skład konstrukcji kadłuba wchodzą:
- płyta podstawna z otwartą platformą dla eksperymentów;
- kaptur osłaniający termicznie izolowane wnętrze kadłuba, pokryty ogniwami słonecznymi;
- kratownica tworząca sztywne połączenie z orbiterem podczas startu i wspólnego lotu.

Trójnożna podstawa jest połączona z korpusem lądownika za pomocą przegubu Cardana, który umożliwia obracanie się lądownika o 360° wokół podstawy oraz zmianę kąta jego nachylenia do powierzchni.
System kontroli termicznej utrzymuje temperaturę wewnątrz lądownika w zakresie pomiędzy –55 a +70 °C.
Redundantny system sterowania (Command and Data Management System) kontroluje wszystkie funkcje lądownika, przekazuje komendy do jego systemów i instrumentów, zarządza magazynowaniem i transmisją danych telemetrycznych.
System zasilania w energię składa się z generatora energii słonecznej, baterii głównych i pomocniczych. Podczas wspólnego lotu, aż do momentu rozłączenia, energia elektryczna dla lądownika jest dostarczana z pokładu orbitera. Baterie główne, litowe chlorkowo-tionylowe (Li/SOCl2), będą używane przez pierwsze pięć dni operacji na powierzchni komety. Mają one początkową pojemność około 1200 Wh i nie są przeznaczone do powtórnego naładowania. W przeciwieństwie do nich, baterie pomocnicze, litowo-jonowe, są doładowywane przez generator energii słonecznej, a przed rozłączeniem przez przewody zasilające z orbitera. Ich pojemność początkowa wynosi około 150 Wh i będą one głównym źródłem energii podczas fazy długotrwałych operacji lądownika na komecie. Generator słoneczny tworzą pokrywające kadłub krzemowe ogniwa słoneczne o łącznej powierzchni 2,2 m². W odległości 3 au od Słońca dostarczają one około 9 W energii elektrycznej.
Łączność lądownika Philae z Ziemią odbywa się za pośrednictwem orbitera Rosetta. System łączności składa się z pracującego w paśmie S nadajnika o mocy 1 W i dwóch anten mikropaskowych. Szybkość transmisji między lądownikiem a orbiterem wynosi 16 kilobitów na sekundę, z czego około 10 kilobitów na sekundę przypada na dane z instrumentów naukowych.

### Instrumenty naukowe
| Instrument naukowy                                                    | Opis instrumentu - Kierownik (Principal Investigator) |
| --------------------------------------------------------------------- | --- |
| ÇIVA (Comet Infrared and Visible Analyser)                            | Zestaw instrumentów obrazujących: - ÇIVA-P – zestaw 7 mikrokamer (5 kamer pojedynczych i para stereoskopowa) wykonujący panoramiczne fotografie powierzchni komety; matryce CCD każdej kamery mają rozdzielczość 1024 × 1024 pikseli. - ÇIVA-M – mikroskop optyczny (ÇIVA-M/V) o rozdzielczości 7 μm połączony z mikroskopowym hiperspektralnym spektrometrem obrazującym w podczerwieni (ÇIVA-M/I) w zakresie spektralnym 1–4 μm. Wykona obserwacje składu, tekstury i albedo próbek pobranych z powierzchni komety. - Jean-Pierre Bibring, Institut d’Astrophysique Spatiale, Université Paris Sud, Orsay, Francja |
| ROLIS (Rosetta Lander Imaging System)                                 | Kamera z matrycą CCD o rozdzielczości 1024 × 1024 pikseli. Wykona zdjęcia powierzchni komety podczas fazy opadania lądownika. Po wylądowaniu pole widzenia o powierzchni ok. 40 × 40 cm z rozdzielczością 0,4 mm/piksel. 4 kanały barwne: czerwony, zielony, niebieski i w podczerwieni. Oświetlenie powierzchni przez diody LED świecące w zakresach: 470, 530, 640 i 870 nm. Masa 0,944 kg. - Stefano Mottola, Deutsches Zentrum für Luft- und Raumfahrt, Berlin, Niemcy |
| APXS (Alpha Particle X-Ray Spectrometer)                              | Spektrometr promieniowania rentgenowskiego i cząstek alfa przeznaczony do badania składu chemicznego powierzchni komety w miejscu lądowania. - Göstar Klingelhöfer, Johannes Gutenberg-Universität, Moguncja, Niemcy |
| COSAC (Cometary Sampling and Composition Experiment)                  | Zestaw instrumentów złożony z chromatografu gazowego i spektrometru mas typu time-of-flight pracującego w zakresie od 1 do 1500 amu. Przeznaczony do wykonania analizy składu substancji lotnych w materii kometarnej ze szczególnym uwzględnieniem detekcji cząsteczek złożonych związków organicznych i określenia ich chiralności. - Fred Goesmann, Max-Planck-Institut für Sonnensystemforschung, Katlenburg-Lindau, Niemcy |
| Ptolemy                                                               | Zestaw instrumentów złożony z chromatografu gazowego i spektrometru mas z pułapką jonową. Przeznaczony do wykonania analizy składu izotopowego pierwiastków lekkich na powierzchni komety. - Ian Wright, Open University, Milton Keynes, Wielka Brytania |
| MUPUS (Multi-Purpose Sensors for Surface and Subsurface Science)      | Zestaw czujników do pomiaru własności mechanicznych i termicznych powierzchni komety. W skład zestawu wchodzą: - akcelerometr w kotwicy (ANC-M) - czujnik temperatury w kotwicy (ANC-T) - radiometr podczerwieni (TM) - czujnik głębokości penetratora (PEN-M) - czujniki temperatury w penetratorze (PEN-TP) - czujniki przewodności cieplnej w penetratorze (PEN-THC) - Tilman Spohn, Institut für Planetenforschung, Deutsches Zentrum für Luft- und Raumfahrt, Berlin, Niemcy |
| SESAME (Surface Electric Sounding and Acoustic Monitoring Experiment) | Zestaw trzech instrumentów do pomiaru własności mechanicznych i elektrycznych powierzchni komety oraz pomiaru pyłu: - CASSE (Cometary Acoustic Surface Sounding Experiment) – eksperyment sondowania akustycznego powierzchni jądra komety. - Klaus Seidensticker, German Aerospace Center, Institute of Planetary Research, Asteroids and Comets, Berlin, Niemcy - PP (Permittivity Probe) – czujnik własności elektrycznych (przewodnictwa i przenikalności) powierzchni. Posłuży do określenia zawartości lodu wodnego w warstwie powierzchniowej komety. - Walter Schmidt, Finnish Meteorological Institute, Helsinki, Finlandia - DIM (Dust Impact Monitor) – piezoelektryczny detektor cząstek pyłowych opadających na powierzchnię jądra. - Harald Krueger, Max-Planck-Institute for Solar System Research, Getynga, Niemcy |
| ROMAP (Rosetta Lander Magnetometer and Plasma Monitor)                | Zestaw instrumentów przeznaczony do pomiarów plazmy i pola magnetycznego. W skład zestawu wchodzą: magnetometr transduktorowy, analizator elektrostatyczny, puszka Faradaya oraz dwa czujniki ciśnienia (próżniomierze Penninga i Piraniego). Instrumenty przeprowadzą pomiary pól magnetycznych w zakresie ± 2000 nT, pomiary jonów w zakresie energii 40 eV – 8 keV i elektronów w zakresie 0,35 eV – 4,2 keV oraz ciśnienia w zakresie 10−8 – 101 mbar. - Hans-Ulrich Auster, Technische Universität, Brunszwik, Niemcy i István Apáthy, KFKI, Budapeszt, Węgry |
| CONSERT (Comet Nucleus Sounding Experiment by Radiowave Transmission) | Transponder radiowy z analizą czasową i dwie anteny monopolowe (na lądowniku). Wykonanie sondowania wnętrza jądra kometarnego przy użyciu trwających 25,5 mikrosekund impulsów radiowych o częstotliwości 90 MHz przesyłanych pomiędzy orbiterem i lądownikiem. - Wlodek Kofman, Institut de Planétologie et d’Astrophysique de Grenoble, Grenoble, Francja |
| SD2 (Sampler, Drill and Distribution System)                          | Urządzenie wiertnicze zdolne do pobrania próbek gruntu o objętości 10–40 mm³ z głębokości do 23 cm i dostarczenia ich do instrumentów analizujących ÇIVA-M, COSAC i Ptolemy. - Amalia Ercoli-Finzi, Politecnico di Milano, Mediolan, Włochy |

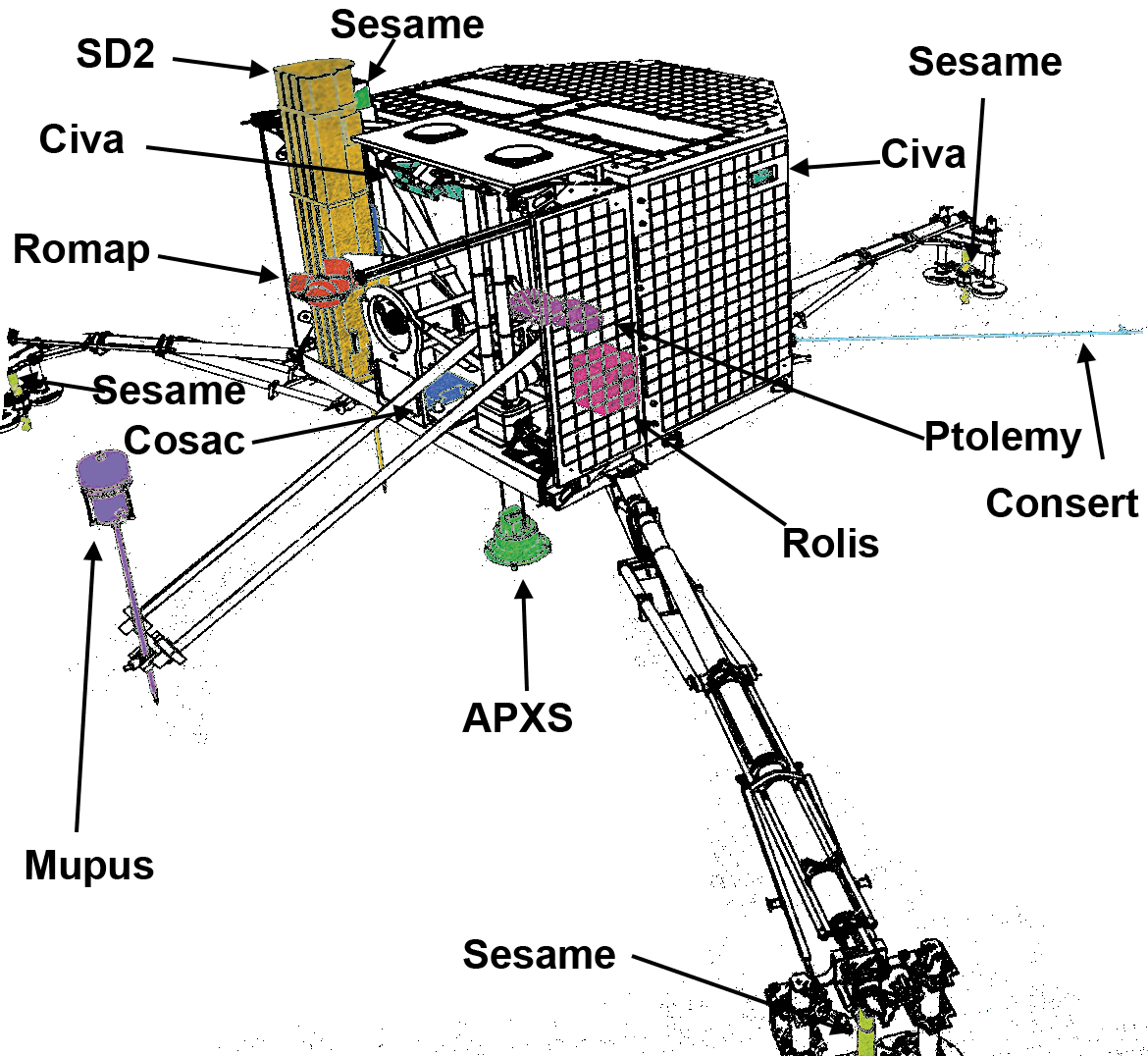
Schemat lądownika Philae

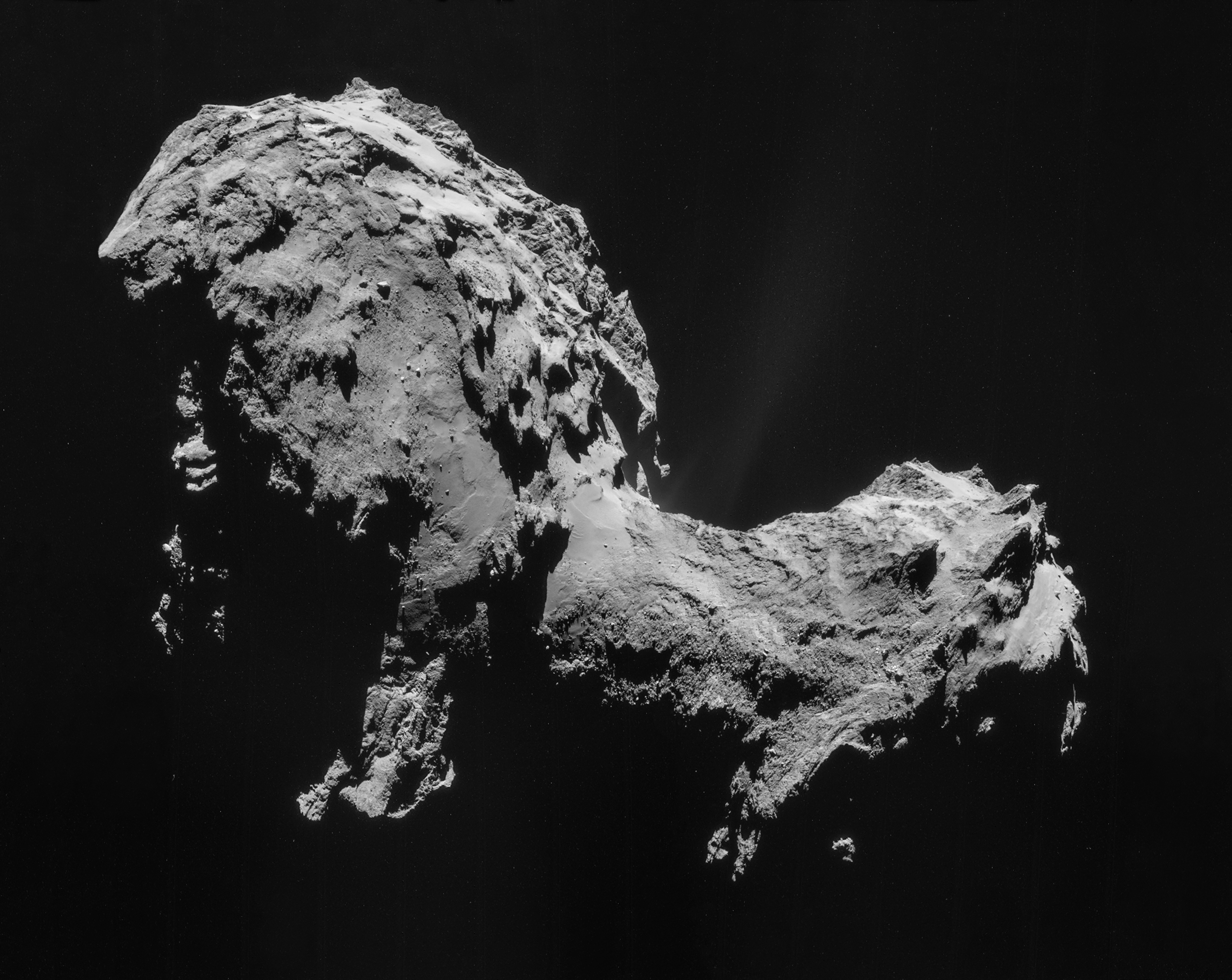
Jądro komety 67P/Czuriumow-Gierasimienko – cel misji Rosetta

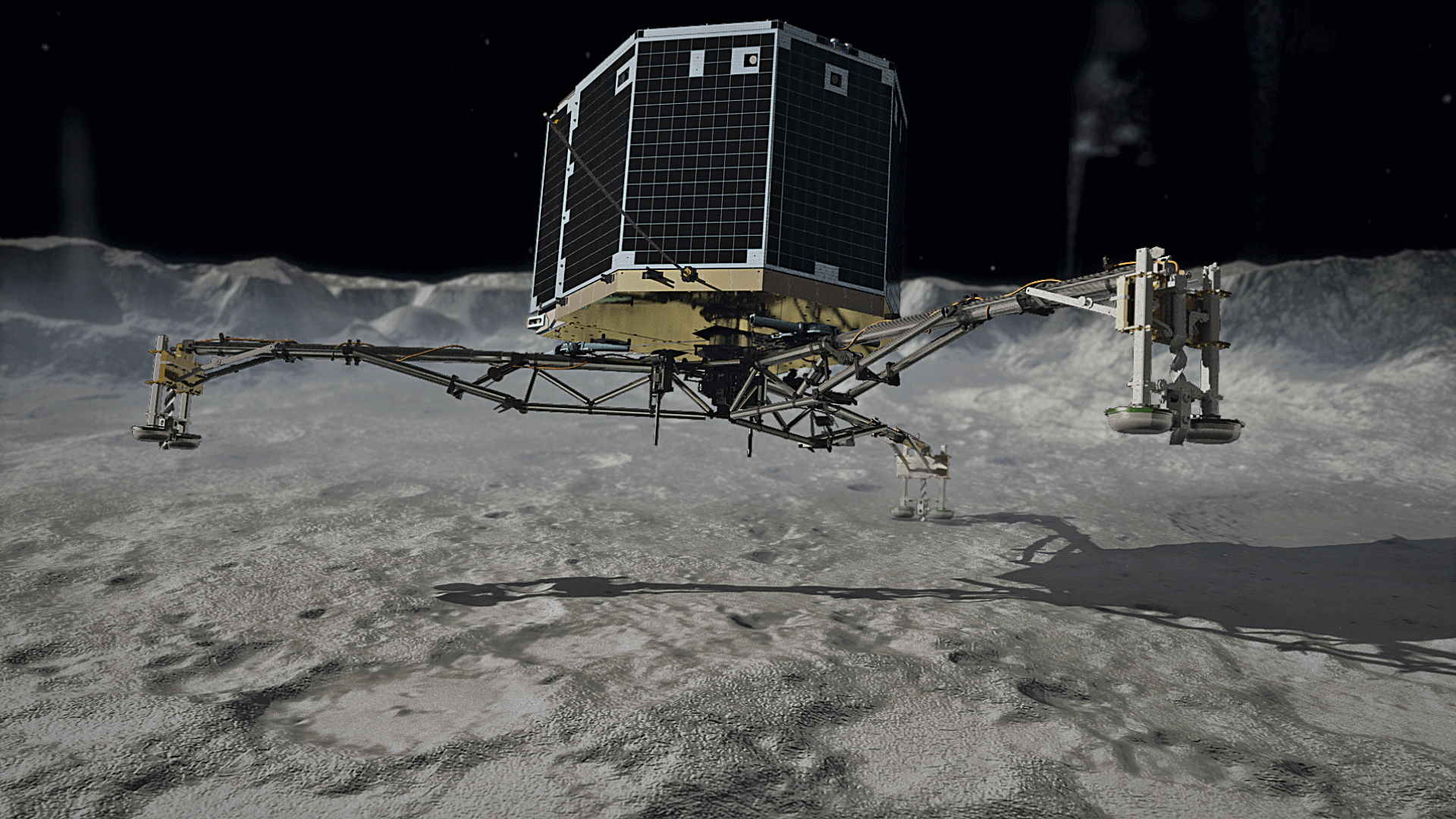
Lądowanie Philae

W przygotowaniu eksperymentu MUPUS, w tym konstrukcji urządzenia wbijającego dla penetratora, czujników temperatury i głębokości penetratora, wzięli udział polscy naukowcy z Centrum Badań Kosmicznych PAN w Warszawie i kilkunastu innych placówek badawczo-rozwojowych w Polsce. Penetrator, który jest sondą termiczną, wyposażony został w urządzenie wbijające i pręt o długości około 40 centymetrów. Na nim znajduje się 16 sensorów termicznych, które mają mierzyć temperaturę warstw podpowierzchniowych komety. Określą też jej przewodnictwo, dzięki czemu będzie można dowiedzieć np. jaka jest porowatość gruntu i jak kometa jest zbudowana. Aby polecieć razem z misją MUPUS musiał przejść szereg testów przeciążeniowych i wytrzymałościowych. Sprzęt musiał wytrzymać start rakiety, a później uderzenie lądownika. Najtrudniejszy test, to testy termiczno-próżniowe. Polegały na schłodzeniu urządzenia w komorze próżniowej do –160 °C i stwierdzeniu, że system działa. Następnie temperatura została podniesiona do pokojowej, po czym ponownie trzeba wykazać jego działanie. Taki test był powtórzony ośmiokrotnie. Jednym z konstruktorów Mupusa był inż. Jerzy Grygorczuk z Laboratorium Robotyki i Mechatroniki Satelitarnej CBK PAN. Autorem oprogramowania tego urządzenia był Marek Banaszkiewicz, dyrektor CBK PAN.

## Badania komety
Oddzielenie Philae od orbitera nastąpiło z prędkością wynoszącą od 0,05 do 0,52 ms−1. Podczas fazy opadania na powierzchnię komety, lądownik był stabilizowany jednoosiowo przez wewnętrzne koło zamachowe, o masie 2,9 kg i momencie pędu 6,2 N·m·s, obracające się z szybkością 9600 obrotów na minutę. W razie potrzeby opadanie lądownika miało być wspomożone przez odpalenie silnika zasilanego azotem.
Podstawa lądownika została wyposażona w urządzenie kotwiczące, zaopatrzone w dwa harpuny – główny i zapasowy. W momencie zetknięcia z gruntem jądra komety miał zostać wystrzelony harpun. Po wystrzeleniu pocisku, silnik urządzenia kotwiczącego miał napiąć liczącą 2,5 m linę harpuna, by przymocować lądownik do powierzchni. Jednocześnie w momencie lądowania, na kilka sekund, miał zostać odpalony skierowany „w górę” silnik zasilany azotem, co zapobiegłoby odbiciu się lądownika od powierzchni. Większość energii kinetycznej wyzwolonej w momencie uderzenia przy lądowaniu, miała zostać rozproszona przez podstawę lądownika, przez mechanizm oparty na silniku, który miał przemienić energię uderzenia w energię elektryczną. Po wylądowaniu, z każdej ze stóp podstawy w powierzchnię miała zostać wkręcona śruba, co ma na celu zapobiegnięcie późniejszemu przesuwaniu się lądownika.
Gdy sonda 12 listopada 2014 uwolniła lądownik, opadał on 22 km przyciągany tylko siłą grawitacji komety. Podróż ta trwała około siedem godzin. Nie wszystko zostało jednak zrealizowane zgodnie z planem, silnik zasilany azotem nie włączył się, a harpuny, którymi lądownik miał się przytwierdzić do powierzchni, nie zadziałały. Lądownik Philae dwukrotnie odbił się od komety (za pierwszym razem na wysokość szacowaną nawet na 1 km, a „skok” trwał prawie dwie godziny) i dopiero wtedy osiadł na jej powierzchni, w miejscu dość znacznie oddalonym od planowanego (około jednego kilometra) i o wiele słabiej nasłonecznionym (w cieniu skały). Analiza zdjęć wykonanych przez Philae wskazuje, że leży on na boku i tylko dwie z trzech jego nóg dotykają powierzchni. Wraz z obrotem komety dookoła osi komunikacja pomiędzy Philae a Rosettą ustała. Był to jednak normalny proces i po obróceniu się komety sondy ponownie nawiązały łączność, a lądownik przesłał zebrane do tej pory dane naukowe. Philae znajduje się w miejscu znacznie bardziej zaciemnionym niż planowane, co oznacza, że baterie słoneczne mają znacznie mniej czasu na ładowanie akumulatorów. Obecna orientacja lądownika powoduje, że naukowcy są ostrożni w uruchamianiu eksperymentów, które mogłyby spowodować ponowne odbicie się Philae od powierzchni komety. Dotyczy to między innymi eksperymentu MUPUS. ESA próbuje znaleźć przyczynę niezadziałania harpunów.
Światło docierało do lądownika około 90. minut na dobę, która miała 12,4 godzin. Prąd z pokładowych baterii mógł wystarczyć na około 60 godzin i naukowcy przyspieszyli program badawczy. W nocy z 14 na 15 listopada 2014 lądownik dostarczył wiele zdjęć i danych naukowych. Zakłada się, że aparat wykonał około 80% zakładanych zadań. Philae przestał wysyłać sygnały i przeszedł w stan czuwania. Aktywność próbnika na powierzchni komety trwała 57 godzin. Uczonym udało się zdalnie poruszyć lądownik i obrócić o około 35° dla pozyskania energii słonecznej dla baterii. Przesłał też do centrum kontroli w Darmstadt zebrane dane z instrumentów naukowych, to oznacza, że musiał pobrać próbki gruntu i atmosfery komety do zbadania. Pozwoliło to na stwierdzenie, że na komecie są obecne związki organiczne.
Wraz z upływem czasu i zbliżaniem się do Słońca, do Philae zaczęło dopływać więcej światła słonecznego. Od marca 2015 prowadzone były próby połączenia z lądownikiem. Philae obudził się po 211 dniach hibernacji na powierzchni komety. Wieczorem 13 czerwca 2015 udało się uzyskać połączenie, kiedy lądownik połączył się na 85 sekund z sondą. Rosetta następnie przesłała wiadomość do centrum ESA w Darmstadt. Dzień później miało miejsce kolejne połączenie. W pamięci lądownika zostały zapisane pakiety danych (około osiem tysięcy). Poprawiające się warunki na komecie miały pozwolić na kontynuowanie misji. Ostatnie dane lądownik przesłał 9 lipca 2015, kolejne próby nawiązania z nim łączności nie powiodły się.
27 lipca 2016 w sondzie wyłączono urządzenie odpowiedzialne za łączność z Philae.
5 września 2016 ESA poinformowała, że na zdjęciach wykonanych przez sondę Rosetta dnia 2 września, z odległości 2,7 km odnaleziono lądownik wciśnięty w ciemną szczelinę na powierzchni komety 67P/Czuriumow-Gerasimienko.
30 września 2016 Rosetta uderzyła o powierzchnię komety, przez co nieodwracalnie utracono kontakt z Philae.

## Współpraca międzynarodowa
Lądownik Philae został dostarczony przez europejskie konsorcjum instytucji naukowych i agencji z Austrii, Finlandii, Francji, Irlandii, Hiszpanii, Holandii, Niemiec, Polski, Szwajcarii, Węgier, Włoch, Wielkiej Brytanii, oraz z udziałem ESA, pod kierownictwem Niemieckiej Agencji Kosmicznej (DLR).

## Film
Film popularyzujący wiedzę o misji Rosetta, na zlecenie ESA, zrealizował Tomasz Bagiński, reżyser filmów animowanych, w tym nominowanej do Oscara „Katedry”. Pięciominutowy film o tytule „Ambition” został zrealizowany na Islandii.